# Ponte de Tsing Ma
A ponte de Tsing Ma (chinês tradicional: 青馬大橋, chinês simplificado: 青马大桥 , pinyin: Qīngmǎ Dàqiáo) é uma ponte pênsil situada em Hong Kong, China. Em termos de comprimento, é a nona maior ponte pênsil do mundo.
O nome se origina das ilhas de Tsing Yi e Ma Wan, que estão localizadas em Hong Kong. A ponte tem duas plataformas, uma para o tráfico de automóveis e outro para o circuito ferroviário, o que coloca com a ponte mais larga do planeta com esse duplo sistema. A plataforma superior tem seis linhas para os veículos e a parte inferior apresenta duas linhas ferroviárias, assim como outras duas linhas extras para os automóveis quando o vento está excessivamente forte. O vão principal detêm 1.337 metros de largura, e os pilares chegam a uma altura de 206 metros. É a ponte com o maior vão livre destinada para trens. A largura da ponte é de 41 metros e foi inaugurada em 27 de abril de 1997.
A ponte de Tsing Ming faz a ligação entre as ilhas de Tsing Yi ao norte e Ma Wan ao oeste, cruzando o Canal de Ma Wan. A estrutura faz parte de um complexo que une Hong Kong a Chek Lap Kok, lugar onde está situado o Aeroporto Internacional de Hong Kong.